# Pokój w Landsbergu
Pokój w Landsbergu – podpisany w 1329 roku układ pomiędzy margrabią brandenburskim Ludwikiem (Starszym) Wittelsbachem a wojewodą poznańskim Wincentym z Szamotuł herbu Nałęcz, działającym na polecenie króla polskiego Władysława I Łokietka. Pokój ten zakończył trwającą od 1326 wojnę i został zawarty na okres trzech lat.

## Tło historyczne i postanowienia pokoju
W trzy lata po wygaśnięciu w 1320 roku rodu Askańczyków rządzących Brandenburgią, cesarz Ludwik IV osadził w kwietniu roku 1323 na tronie swojego syna, także Ludwika. Na ten fakt zareagował papież Jan XXII, który nałożył (23 marca 1324) klątwę na cesarza, oraz wezwał na pomoc władców Pomorza Zachodniego (10 sierpnia 1325) i (niezależnie) Polski (oba władztwa zawarły przymierze już wcześniej — 18 czerwca 1325). Na apel odpowiedział Władysław I Łokietek, który wyruszył na wiosnę 1326 roku na Brandenburgię na czele wojsk polskich i litewskich (o udziale w niej książąt pomorskich nic nie wiadomo). Działania najeźdźców cechowało okrucieństwo, a ziemie Nowej Marchii spustoszono, tym samym znacznie osłabiając pozycję Wittelsbachów. Wyprawa nie przyniosła jednak wymiernych zysków, ponadto papież nie poparł jej oficjalnie. Książęta zachodniopomorscy już 25 sierpnia 1326 roku zawarli z Brandenburgią układ o zawieszeniu broni. W 1327 roku Królestwo Polskie zostało zaatakowane z dwóch stron przez zakon krzyżacki i Czechów.
W tej sytuacji oba kraje, zniszczone wojną, zgodziły się na traktat pokojowy. Popierały go także dwa arystokratyczne rody — wielkopolski Nałęczów i brandenburski von Wedel, które były powiązane ze sobą gospodarczo. Rozejm został podpisany w Landsbergu. Na jego podstawie do Polski została przyłączona ziemia międzyrzecko-skwierzyńska. Gwarantem pokoju był Wincenty z Szamotuł, który zobowiązał się wypowiedzieć posłuszeństwo królowi polskiemu w razie wybuchu wojny, oraz przepuścić wojska brandenburskie przez Wielkopolskę bez stawiania oporu.